# Franco Ambrosetti

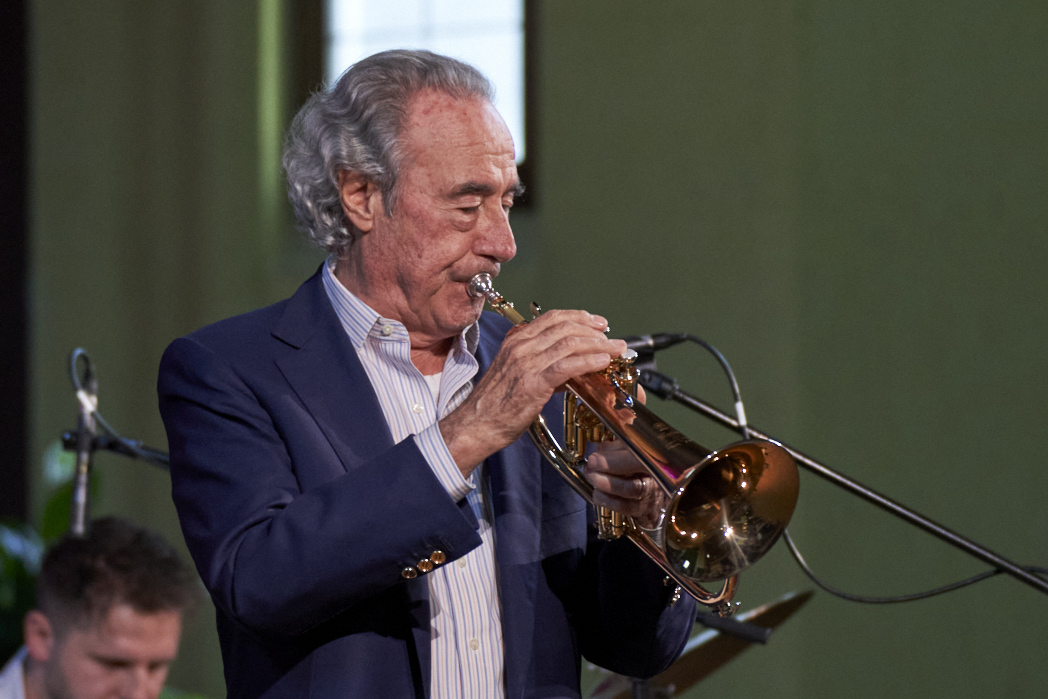
Franco Ambrosetti bei seinem Auftritt in der Katholischen Kirche Zweisimmen am 21. Mai 2022.

Franco Ambrosetti (* 10. Dezember 1941 in Lugano, Schweiz) ist ein Schweizer Industrieller und Jazzmusiker (Trompeter und Flügelhornist). Wegen seines voluminösen und doch feurigen Trompetenspiels ist er Martin Kunzler zufolge ein international beachteter Solist des Hardbop.

## Leben und Wirken
Ambrosetti wuchs als Sohn des Tenorsaxophonisten und Fabrikanten Flavio Ambrosetti und seiner Frau Memeta auf. Er erhielt von 1952 bis 1959 eine klassische Klavierausbildung, spielte als Jugendlicher auch Schlagzeug und erlernte ab 1958 das Trompeten-, später auch das Flügelhornspiel. 1961 debütierte er als professioneller Musiker vor allem in den Jazzclubs von Mailand. Er leitete seit Mitte der 1960er Jahre eine eigene Band in Zürich und studierte daneben Ökonomie in Basel.
1964 spielte er Aufnahmen mit George Gruntz und mit Gato Barbieri unter Leitung von Giorgio Azzolini ein, 1965 mit den Flavio Ambrosetti All Stars mit George Gruntz und Daniel Humair sowie in Mailand mit dem Quartett von Franco D’Andrea. 1966 erhielt er bei dem von Friedrich Gulda organisierten Internationalen Jazz-Wettbewerb in Wien den ersten Preis.
1967 debütierte er in den USA mit der Band seines Vaters, der er bis 1970 angehörte, beim Monterey Jazz Festival. 1972 gründete er mit seinem Vater, George Gruntz und Daniel Humair die Gruppe The Band, mit der er regelmässig auftrat und aus der später The George Gruntz Concert Jazz Band wurde.
Seit den 1970er Jahren arbeitete er mit Musikern wie Phil Woods, Dexter Gordon, Cannonball Adderley, Joe Henderson, Michael Brecker, Mike Stern, Hal Galper und Kenny Clarke; als Bandleader wirkte er mit Michael Brecker, Kenny Kirkland, John Scofield, Ron Carter, Bennie Wallace, Phil Woods, Dave Holland, Kenny Barron, Victor Lewis und Seamus Blake und leitete ein Quartett mit Dado Moroni, Antonio Faraò und Alfredo Golino. Seit 1999 ist an seinen Bands häufiger sein Sohn Gianluca Ambrosetti beteiligt.
Mit seiner Music for Symphony & Jazz Band zollte Ambrosetti dem Third Stream Tribut. Er komponierte auch Filmmusiken, unter anderem zu Markus Imhoofs Die Reise.
Daneben hatte Ambrosetti mehr als dreissig Jahre lang eine eigene Jazzsendung beim Tessiner Radio RSI. Hauptberuflich leitete er von 1973 bis 2000 das Familienunternehmen, das ab 1995 als Ambrosetti Technologies firmierte. Er verkaufte es, um sich fortan ganz der Musik zu widmen. Er war zudem seit 1995 Präsident der Handels- und Industriekammer des Kantons Tessin und als Berater tätig. 2018 legte er seine Autobiographie vor. Im selben Jahr wurde er mit dem Swiss Jazz Award ausgezeichnet.

## Diskografie
- Close Encounter, 1978
- Sleeping Gypsy mit Eddie Daniels, Joe Beck, George Gruntz, Barry Miles, 1979
- Heartbop, 1981
- Wings mit Michael Brecker, John Clark, Daniel Humair, Kenny Kirkland, Buster Williams, 1983
- Gin & Pentatonic mit Michael Brecker, Alex Brofsky, John Clark, Steve Coleman, Tommy Flanagan, Dave Holland, Daniel Humair, Howard Johnson, Kenny Kirkland, Michael Mossman, Lew Soloff, Buster Williams, 1985
- Tentets mit Michael Brecker, Alex Brofsky, Steve Coleman, Tommy Flanagan, Dave Holland, Daniel Humair, Howard Johnson, Michael Mossman, Lew Soloff, 1985
- Movies mit Geri Allen, Michael Formanek, Jerry Gonzalez, Daniel Humair, John Scofield, 1986
- Movies Too mit Geri Allen,  Michael Formanek, Daniel Humair, Greg Osby, John Scofield, 1988
- Music for Symphony & Jazz Band mit Alfredo Golino, Simon Nabatov, Greg Osby, Daniel Schnyder, Ed Schuller, Vladislav Sendecki und dem NDR-Sinfonieorchester Hannover, 1990
- Live at the Blue Note mit Kenny Barron, Seamus Blake, Ira Coleman, Victor Lewis, 1992
- Light Breeze mit John Abercrombie, Billy Drummond, Antonio Faraò, Miroslav Vitouš, 1998
- Grazie Italia mit Enrico Rava,  Gianluca Ambrosetti, Dado Moroni u. a., 2001
- European Legacy mit Gianluca Ambrosetti, Dado Moroni, François Moutin, Daniel Humair; Enja 2003[5]
- Liquid Gardens mit Gianluca Ambrosetti, Dado Moroni, Michael Zisman, Sébastien Boisseau, Daniel Humair; Enja 2006
- The Wind mit dem Trio des Pianisten Uri Caine, 2008
- Cycladic Moods mit Gianluca Ambrosetti, Abraham Burton, Geri Allen, Heiri Känzig, Nasheet Waits; Enja 2012
- After the Rain mit Greg Osby, Gianluca Ambrosetti, Dado Mononi, Buster Williams, Terri Lyne Carrington; Enja 2015
- Long Waves mit John Scofield, Uri Caine, Scott Colley, Jack DeJohnette; Unit Records, 2019
- Lost Within You; Unit Records 2021
- With Strings; Enja 2022[6]

## Filmografie
- 1986: Die Reise
- 1995: Abseitsfalle (Terra bruciata)
- 2006: Riviera Cocktail

## Lexikalische Einträge
- Wolf Kampmann (Hrsg.), unter Mitarbeit von Ekkehard Jost: Reclams Jazzlexikon. Reclam, Stuttgart 2003, ISBN 3-15-010528-5.
- Martin Kunzler: Jazz-Lexikon. Band 1: A–L (= rororo-Sachbuch. Band 16512). 2. Auflage. Rowohlt, Reinbek bei Hamburg 2004, ISBN 3-499-16512-0.